# Čandek
Čandek je priimek v Sloveniji, ki ga je po podatkih Statističnega urada Republike Slovenije na dan 1. januarja 2010 uporabljalo 69 oseb in je med vsemi priimki po pogostosti uporabe uvrščen na 5.928. mesto.

## Znani nosilci priimka
- Ferdinand Čandek, dr. medicine (zdravnik, 18. stoletje)
- Janez Čandek (1581—1624), nabožni pisatelj